# Charles Dupeloux
Charles Dupeloux est un homme politique français né le 18 septembre 1753 à Saint-Romain-Lachalm (Haute-Loire) et mort à une date inconnue.

## Biographie
Ancien officier, administrateur du canton de Saint-Dizier, il est élu député de la Haute-Loire au Conseil des Cinq-Cents le 22 germinal an V et siège jusqu'en l'an VII.

## Sources
- « Charles Dupeloux », dans Adolphe Robert et Gaston Cougny, Dictionnaire des parlementaires français, Edgar Bourloton, 1889-1891 [détail de l’édition]